# Ceyssac
Ceyssac – miejscowość i gmina we Francji, w regionie Owernia-Rodan-Alpy, w departamencie Górna Loara.
Według danych na rok 1990 gminę zamieszkiwało 407 osób, a gęstość zaludnienia wynosiła 37 osób/km² (wśród 1310 gmin Owernii Ceyssac plasuje się na 462. miejscu pod względem liczby ludności, natomiast pod względem powierzchni na miejscu 773.).